# Ulotrichopus tinctipennis
Ulotrichopus tinctipennis är en fjärilsart som beskrevs av George Francis Hampson 1902. Ulotrichopus tinctipennis ingår i släktet Ulotrichopus och familjen nattflyn. Inga underarter finns listade i Catalogue of Life.

## Bildgalleri

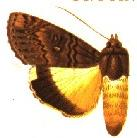
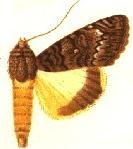
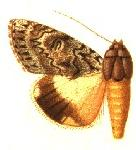